# Tele24
Tele24 war ein nationaler Schweizer privater Fernsehsender von Roger Schawinski. Das Programm wurde vom 5. Oktober 1998 bis zum 30. November 2001 ausgestrahlt.

## Eigentümer
Beim Start von Tele24 gehörte das Unternehmen zu 50 % der Belcom Holding AG von Roger Schawinski und zu je 25 % den beiden Medienunternehmen Ringier und Tamedia. 1999 verkaufte Ringier ihren 25-%-Anteil je zur Hälfte an die Belcom Holding AG und Tamedia. 62,5 % der Aktien waren damit im Besitz der Belcom Holding AG und 37,5 % von Tamedia. Im August 2001 kaufte Tamedia die Belcom Holding AG, ohne die Beteiligung an Tele24, das in der Folge Ende November 2001 eingestellt wurde.

## Geschichte
Tele24 entwickelte sich aus dem Zürcher Regionalsender TeleZüri, der ebenfalls von Roger Schawinski gegründet worden war. In der Region Zürich teilten sich Tele24 und TeleZüri auch einen Programmplatz. Tele24 und TeleZüri wurden am selben Standort produziert.
- 1998: Sendestart von Tele24
- 1999: Ein Fonds der Credit Suisse First Boston beteiligt sich mit 40 % an der Belcom Holding AG und damit indirekt auch an Tele24.
- 2001: Die Belcom Holding AG wird an Tamedia verkauft.
- 2001: Der 30. November 2001 ist der letzte Sendetag von Tele24.

## Programm
Tele24 bot ein TV-Programm mit ausschliesslich eigenproduzierten Sendungen an. Die Sendungen wurden mehrfach ausgestrahlt.
Informationssendungen:
- SwissNews: Nachrichtensendung mit starker Ausrichtung auf Schweizer Themen. Live gesendet wurden die SwissNews um 18:00 Uhr und 20:00 Uhr. Um 19:00 Uhr wurde die Sendung erneut ausgestrahlt und ab 21:00 Uhr stündlich wiederholt.
- Money: Magazin mit Informationen zum Börsengeschehen und Interviews mit Wirtschaftsführern
- 24 Minuten: Reportagemagazin
- Live-Übertragungen: Aktuelle Anlässe wie die Neuwahl eines Bundesrates oder wichtige Pressekonferenzen (z. B. zur Swissair-Krise) wurden live übertragen.

Talksendungen:
- TalkTäglich: Tägliche Talkshow mit einem Gast. Die Zuschauer konnten in die Sendung anrufen. Tele24-Chef und Mitbesitzer Roger Schawinski moderierte zahlreiche Ausgaben von TalkTäglich.
- Silvan Grütter: Wöchentliche Talkshow
- Fadegrad: Wöchentliche Talkshow, moderiert von Christian Handelsman. Wurde als Ersatz der Talksendung von Silvan Grütter eingeführt, nachdem Silvan Grütter zu TV3 gewechselt hatte.
- SonnTalk: Jeden Sonntag ausgestrahlte Sendung mit Journalisten und Politikern zu aktuellen Themen der vergangenen Woche
- Bistro: Tägliche Talk- und Unterhaltungssendung, moderiert von Christian Handelsman

Unterhaltungssendungen:
- SwissDate: Wöchentliche Datingshow
- Inside: Wöchentliches People-Magazin
- Blöff: Quizsendung
- Lifestyle: eine Sendung, in welche Prominente eingeladen und interviewt wurden
- Venus & Mars: Unterhaltsame Sendung zum Thema Beziehungsprobleme
- Jukebox: Tägliche Sendung rund um Musik, moderiert von Reto Peritz (Tele24 startete am ersten Tag mit dieser Sendung).

## Allgemeine Informationen
Sogenannte Video-Journalisten («VJs») produzierten die Newsbeiträge. Der VJ war Journalist und Kameramann zugleich. Dadurch konnte Tele24 günstig und schnell produzieren.
Das Programm von Tele24 wurde in den meisten Schweizer Kabelnetzen sowie unverschlüsselt über Satellit ausgestrahlt.
Der Marktanteil von Tele24 bewegte sich zwischen 1999 und 2001 laut Telecontrol und SRG-Forschungsdienst zwischen 1,0 und 1,1 %. (15- bis 49-Jährige, 18 bis 23 Uhr)
Anfang 2001 gab Tele24 bekannt, die Sendung Money werde unter der Leitung von Markus Gilli in einen eigenen Fernsehsender namens Money24 ausgelagert, der der erste Nachrichten- und Finanzsender der Schweiz gewesen wäre. Aufgrund der finanziellen Situation von Tele24 scheint dies aus heutiger Sicht allerdings sehr unrealistisch. Ob und wie weit dieses Projekt entwickelt war, ist bis dato unbekannt.